# Lyman (Tschuhujiw, Sloboschanske)
Lyman (ukrainisch Лиман; russisch Лиман Liman) ist ein Dorf im Zentrum der ukrainischen Oblast Charkiw mit etwa 4000 Einwohnern (2024).

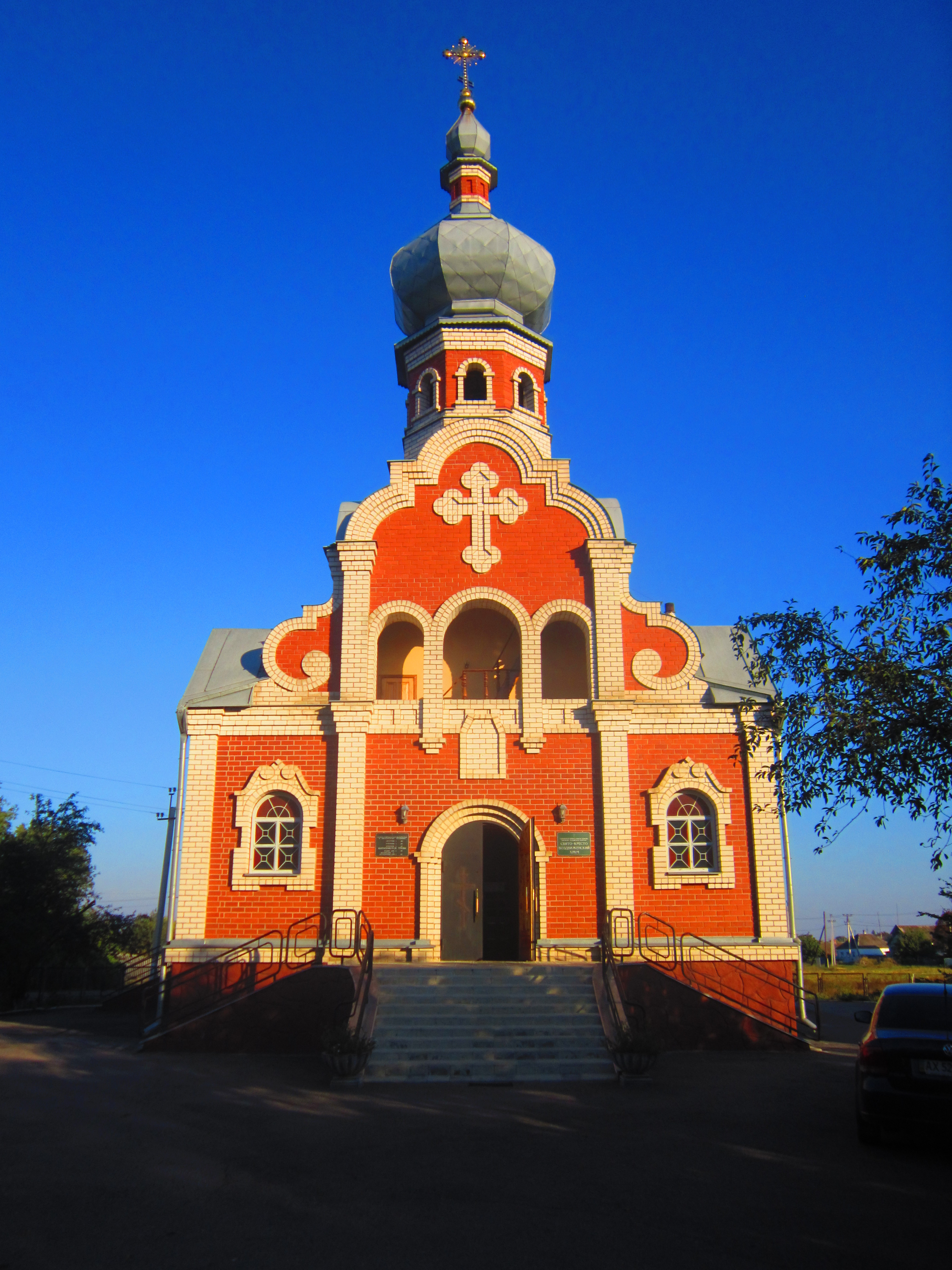
Kirche im Ort

Die Ortschaft liegt am Ufer des Lyman-Sees in Nachbarschaft zur Siedlung städtischen Typs Sloboschanske 17 km südöstlich vom ehemaligen Rajonzentrum Smijiw und 54 km südlich vom Oblastzentrum Charkiw. Durch das Dorf verläuft die Regionalstraße P–78.
Das Dorf wurde in den 1680er Jahren gegründet und hatte 1683 lediglich 23 Einwohner. Ende des 17. und zu Beginn des 18. Jahrhunderts war das Dorf mehreren Angriffen durch Krimtataren ausgesetzt, wuchs jedoch auf Grund der guten geografischen Lage, trotz dieser Angriffe, rasch und hatte 1765 bereits 3109 Einwohner.
Am 12. Juni 2020 wurde das Dorf ein Teil der neugegründeten Siedlungsgemeinde Sloboschanske, bis dahin bildete es die gleichnamige Landratsgemeinde Lyman (Лиманська сільська рада/Lymanska silska rada) im Süden des Rajons Smijiw.
Am 17. Juli 2020 wurde der Ort ein Teil des Rajons Tschuhujiw.